# Lithophane lamda
Lithophane lamda là một loài bướm đêm thuộc họ Noctuidae. Nó được tìm thấy ở khắp châu Âu, ngoại trừ bán đảo Iberia, bán đảo Balkan, Ý, Iceland và Ireland.
Sải cánh dài 39–44 mm. Con trưởng thành bay từ tháng 9 đến đầu tháng 11 và sau khi quá đông từ cuối tháng 2 đến giữa tháng 5 làm một đợt.
Ấu trùng ăn Myrica gale, Vaccinium myrtillus, Vaccinium uliginosum, Chamaedaphne calyculata và Ledum palustre.

## Hình ảnh

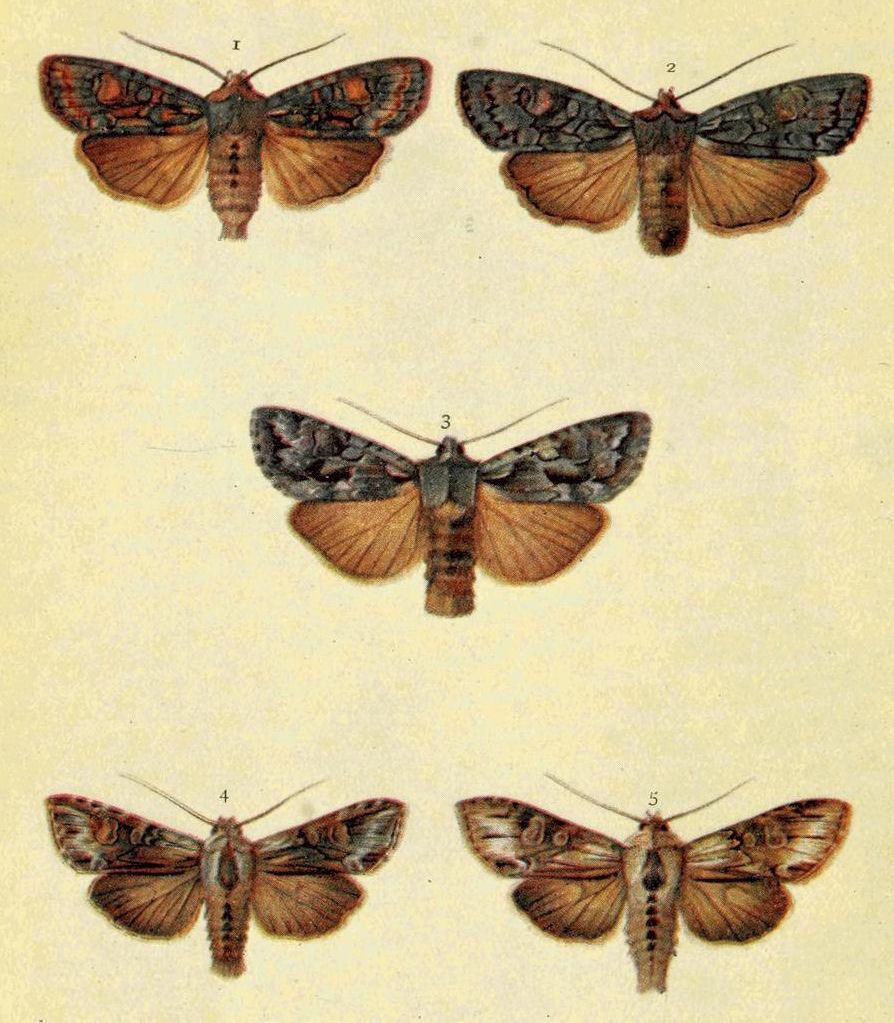
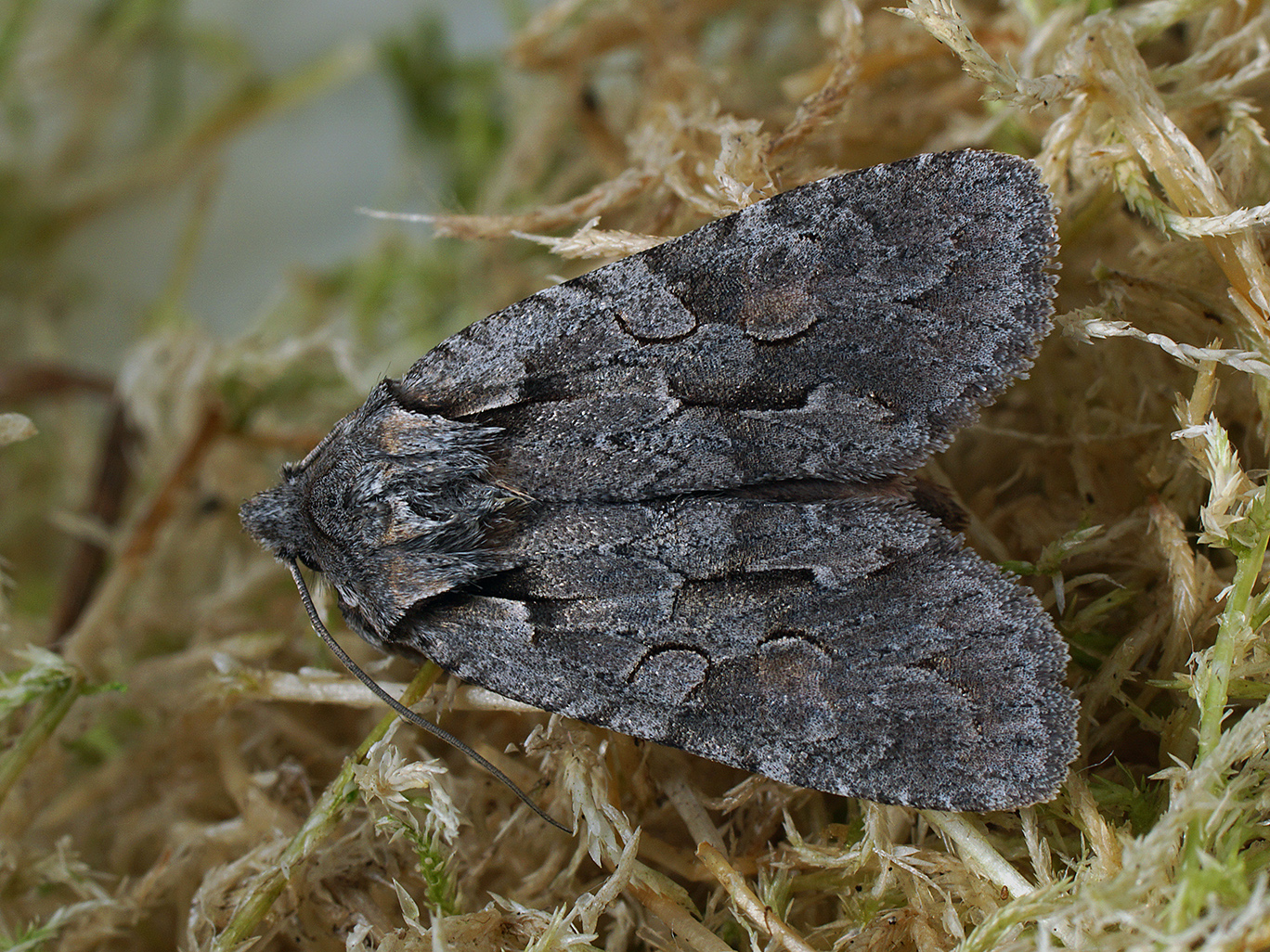
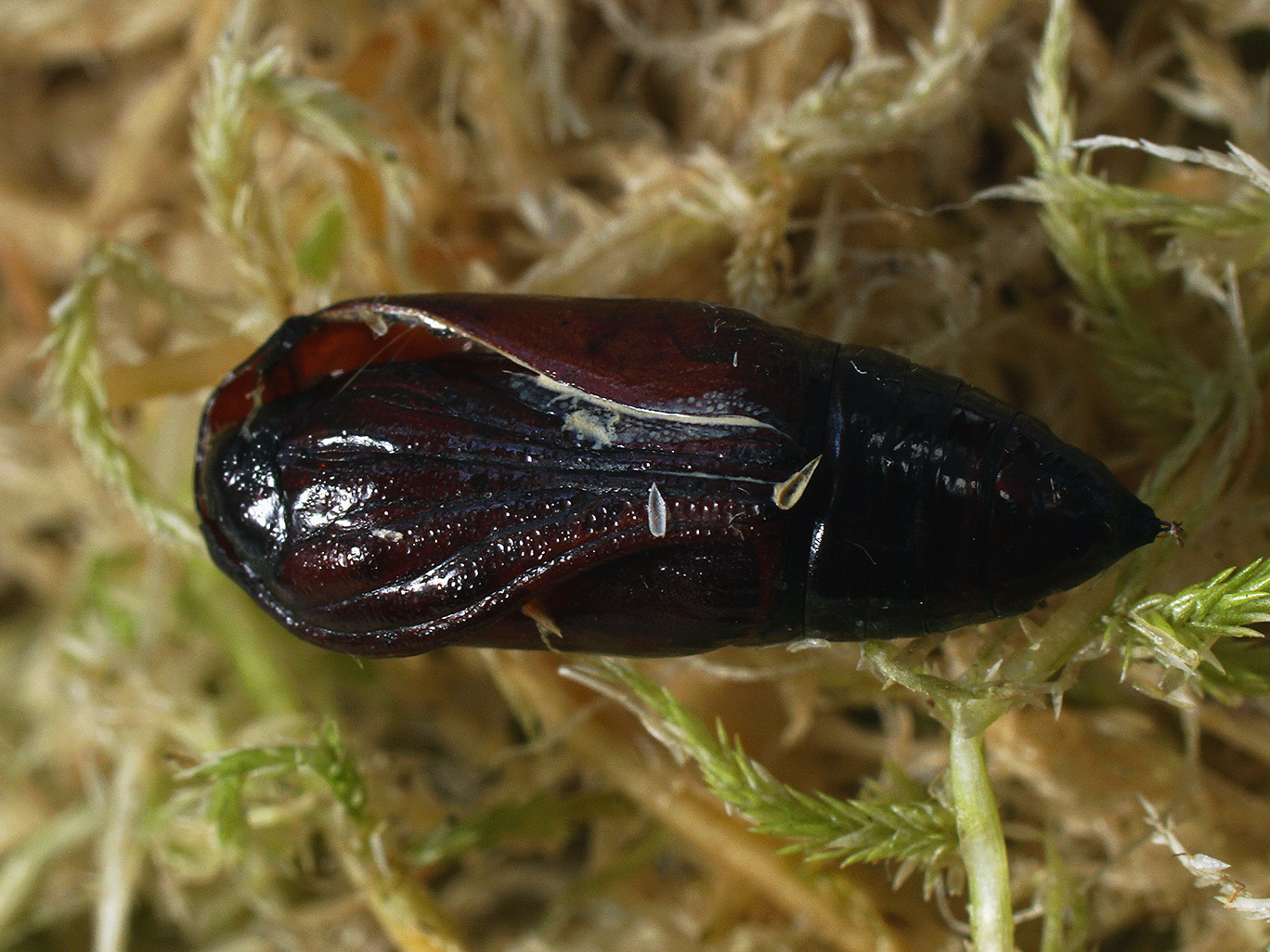
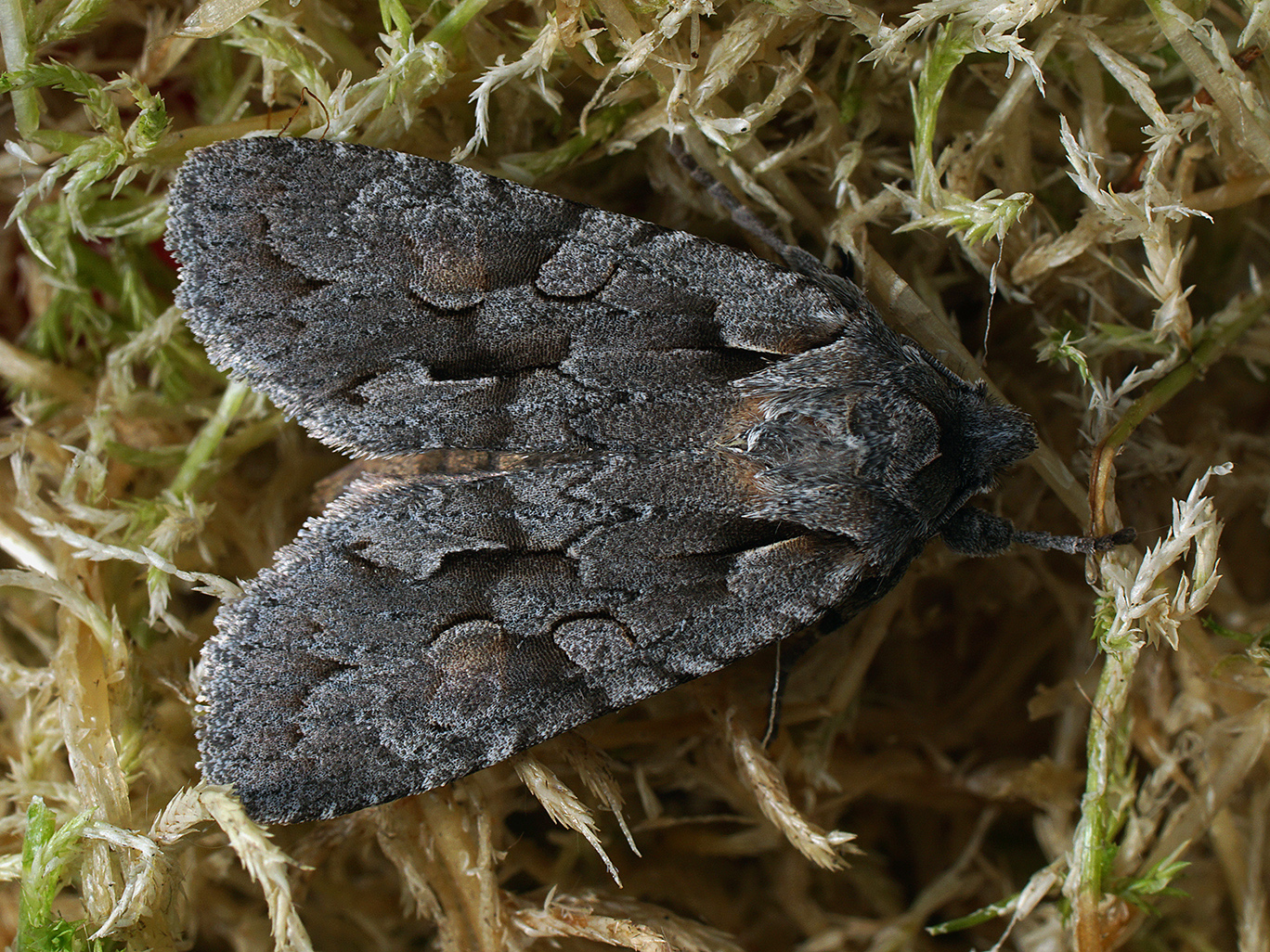